# Sierpniowa ofensywa Frontu Południowego
Ofensywa sierpniowa Frontu Południowego – natarcie wojsk Frontu Południowego Armii Czerwonej przeciwko Siłom Zbrojnym Południa Rosji, prowadzone od 14 sierpnia do 12 września 1919 r. Działania zbrojne prowadzone przez dwie grupy uderzeniowe pod dowództwem Wasilija Szorina i Władimira Sieliwaczowa, miały na celu powstrzymanie marszu białych sił gen. Denikina na Moskwę, a następnie opanowanie dawnego Obwodu Wojska Dońskiego i rozbicie sił Denikina. 
Ofensywa zakończyła się w znacznej mierze niepowodzeniem czerwonych. Grupa Szorina zdołała powstrzymać marsz jednej z części Sił Zbrojnych Południa Rosji, Armii Kaukaskiej, z Kamyszyna w kierunku Saratowa, lecz Armia Kaukaska przeszła do skutecznej obrony w rejonie Carycyna, sprawiając, że do września 1919 r. Szorin stracił zdolność do działań zaczepnych. Jeszcze większe niepowodzenia odniosła na odcinku charkowskim grupa Sieliwaczowa, która nie zdołała dotrzeć do Charkowa. Efektem ofensywy było tylko spowolnienie marszu Denikina na Moskwę. W końcu września 1919 r. był on kontynuowany.

## Sytuacja przed kontrofensywą
3 lipca 1919 r., bezpośrednio po zdobyciu Carycyna, gen. Anton Denikin wydał rozkaz o rozpoczęciu ofensywy, której celem było zdobycie Moskwy. Główne uderzenie miało zostać przeprowadzone przez Kursk, Orzeł i Tułę, jednostkami Armii Ochotniczej pod dowództwem gen. Władimira Maj-Majewskiego. Ponadto Armii Kaukaskiej gen. Piotra Wrangla Denikin rozkazał marsz z Carycyna na północ w kierunku Kamyszyna, Saratowa, a następnie Arzamasu i Niżnego Nowogrodu, by ostatecznie zaatakować Moskwę od strony Włodzimierza. Natomiast Armia Dońska gen. Władimira Sidorina miała uderzyć na Moskwę po uprzednim zajęciu Nowego Oskołu, Woroneża i Riazania.
Armia Czerwona prowadziła walki obronne w pasie około 1400 km. Na początku sierpnia udało się jej zatrzymać marsz białych na linii Nowoukrainka - Romodan - Obojań - Liski - Borisoglebsk - na północ od Kamyszyna - Władimirowka - Czorny Jar. Następnie czerwoni zaczęli przygotowywać się do przejścia do kontrofensywy.

## Układ sił
Wojska Frontu Południowego Armii Czerwonej pod dowództwem Władimira Jegorjewa liczyły, stanem na 15 sierpnia, 150 500 bagnetów, 23 700 szabel, 719 dział, 3197 karabinów maszynowych. Ponadto w rejonach umocnionych znajdowało się 35 tys. bagnetów i szabel a także w obszarach warownych było 35 tysięcy bagnetów i szabel, 129 dział, 184 karabiny maszynowe, zaś w jednostkach rezerwy — ponad 50 tysięcy osób.
Przeciwko Frontowi Południowemu działał trzon Sił Zbrojnych Południa Rosji (pod ogólnym dowództwem gen. Antona Denikina). Składały się na niego Armia Dońska, Armia Kaukaska i część Armii Ochotniczej. Wojska te liczyły 100 960 bagnetów, 43 2500 tysięcy szabel, oraz 303 działa.

## Plany stron
Dowództwo Armii Czerwonej rozważało kilka wariantów kontrnatarcia. Głównodowodzący Jukums Vacietis proponował wyprowadzić główne uderzenie na kierunku charkowskim i powierzyć wykonanie tego zadania 14, 13 i 8 Armii. Armie 9 i 10, uderzając między Wołgą i Donem, miały wyprowadzić uderzenie pomocnicze. Dowodzący Frontem Południowym Jegorjew sugerował koncentrację głównych sił w rejonie Nowochopiorska i Kamyszyna, po czym skierowanie stamtąd głównego uderzenia w kierunku na dolny Chopior i dolny Don. Na odcinku charkowskim pozostałyby tylko siły osłonowe.
Po zmianie na stanowisku dowódcy naczelnego Armii Czerwonej, nowy głównodowodzący Siergiej Kamieniew zaproponował, by podjąć próbę rozbicia wojsk Denikina, uderzając lewą flanką Frontu Południowego w kierunku obszaru dońskiego. Decyzja o wyborze kierunku została podjęta z uwzględnieniem aktualnej w danym momencie dyslokacji wojsk Frontu Południowego, aby zminimalizować konieczność ich przerzucania. Plan ten został zatwierdzony przez Politbiuro KC RCP(b) większością głosów, chociaż przeciwko niemu wypowiadał się komisarz spraw wojskowych i morskich Lew Trocki, popierający koncepcję uderzenia na kierunku charkowskim. Trocki podkreślał, że maszerując nad Don przez Donbas czerwoni mogliby liczyć na poparcie miejscowych robotników, podczas gdy plan Kamieniewa zakładał przemieszczenia się przez terytoria, gdzie ludność była wrogo nastawiona do bolszewików.
W konsekwencji zdecydowano, że główne uderzenie w toku operacji, skierowane na Nowoczerkask i Rostów nad Donem, przeprowadzi grupa pod dowództwem Wasilija Szorina. Utworzono ją z sił lewego skrzydła Frontu Południowego - 9 i 10 Armii oraz korpusu konnego Siemiona Budionnego. Łącznie grupa liczyła 52 500 bagnetów, 14 500 szabel, 314 dział, 1227 karabinów maszynowych. Pomocnicze uderzenie, w kierunku Kupiańska, miała natomiast wyprowadzić grupa pod dowództwem Władimira Sieliwaczowa złożona z 8 Armii oraz 3 i 42 dywizji strzeleckiej 13 Armii - łącznie 49 700 bagnetów, 4700 szabel, 268 dział i 1381 karabinów maszynowych. Długość wspólnego frontu natarcia wynosiła 760 km. Przed 14 Armią postawiono zadanie wsparcia działań grupy Sieliwaczowa poprzez uderzenie na Łozową.

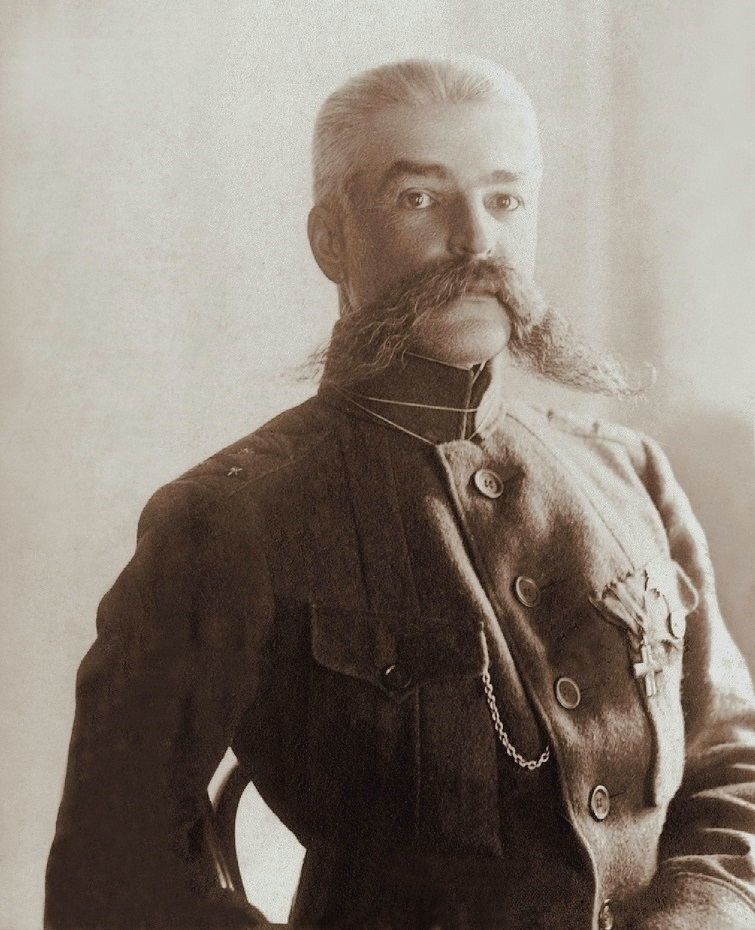
Rajd kawalerii Mamontowa uniemożliwił Armii Czerwonej przeprowadzenie kontrofensywy według pierwotnych planów

Początek kontrofensywy Armii Czerwonej wyznaczono na 2-5 sierpnia, jednak do tego czasu nie udało się ukończyć przygotowań z powodu zbyt powolnego przerzucania na Front Południowy uzupełnień, broni, amunicji i żywności. Tym samym utworzone zgrupowanie wojsk nie posiadało wystarczających sił i środków, by zrealizować główne uderzenie.
Dowództwo białych dowiedziało się o zbliżającej się kontrofensywie i podjęło środki zapobiegawcze. 10 sierpnia 4 Doński korpus konny pod dowództwem Konstantina Mamontowa przełamał front czerwonych na styku 8 i 9 armii, wyszedł na tyły Frontu Południowego i rozpoczął marsz w kierunku Tambowa. Według Jonathana Smelego działania Mamontowa nie były uwzględnione w planie marszu na Moskwę i mogły nawet być efektem samowoli. Działania kawalerii Mamontowa znacznie utrudniły przygotowanie i przeprowadzenie kontrofensywy. Licząca 7-8 tys. konnych grupa niszczyła infrastrukturę łącznościową czerwonych, wysadzała tory kolejowe i mosty, zniszczyła pewną liczbę magazynów z amunicją i rozpędziła część świeżo utworzonych oddziałów Armii Czerwonej. 18 sierpnia 1919 r. siły Mamontowa zajęły Tambow, zaś na dwa dni (11 i 12 września) opanowały Woroneż. W miastach i między nimi dopuszczały się na ogromną skalę rabunku. Znaczne siły musiały zostać przekierowane do walki z Mamontowem - dotyczyło to także oddziałów skierowanych do grup uderzeniowych Szorina i Sieliwaczowa. Ponadto, 12 sierpnia 1 korpus armijny gen. Kutiepowa uderzył na prawą flankę 13 armii i naruszył łączność między 13 i 14 armią, atakując w kierunku Kurska i Rylska.

## Przebieg operacji

### Działania grupy Szorina
14 sierpnia wojska grupy Szorina przy wsparciu oddziału wołżańskiego Flotylli Wołżańsko-Kamskiej (5 kanonierek, 16 kutrów, 1 bateria pływająca) rozpoczęły atak na jednostki Armii Dońskiej i Armii Kaukaskiej. Liczyły one 12 300 bagnetów, 21 900 szabel, 93 działa i 249 karabinów maszynowych. Wojska 10 Armii we współpracy z korpusem Budionnego przystąpiły do działań zaczepnych w kierunku Kamyszyna i Carycyna, zaś 9 Armia - w kierunku Ust'-Chopiorskiej. Pod koniec sierpnia korpus Budionnego na zachód od stanicy Ostrowskiej rozbił dywizję kozacką gen. Sutułowa i wspólnie z jednostkami 10 Armii uderzył na białych w okolicach stanicy Sieriebriakowo-Zielenowskiej, zdobywając 4 pociągi pancerne.
Na początku września rozpoczęły się ciężkie walki o Carycyn. 5-8 września oddziały 10 armii i części konnicy Budionnego kontynuowały atak. Pod silnym ogniem białych oni szturmowali kolejne linie okopów, ale w związku z dużymi stratami byli zmuszeni przerwać natarcie. 9 września biali rozpoczęli atak znacznymi siłami piechoty i kawalerii, przy wsparciu 12 baterii, pojazdów opancerzonych i czołgów. Na niektórych odcinkach, po zaciętych walkach, jednostki 10 Armii zostały zmuszone do wycofania się, na co wpływ miał fakt, iż Sieliwaczow musiał przekierować część swoich oddziałów do powstrzymania kawalerii Mamontowa. Do 11 września aktywne działania bojowe pod Carycynem ustały. W walkach na północ od miasta 18 tys. czerwonych dostało się do niewoli.
Dowództwo Frontu Południowego postanowiło wyłączyć konny korpus Budionnego ze składu 10 Armii, aby następnie skierować go do Nowochopiorska do walki z konnicą Mamontowa. W tym samym czasie dowódca formowanego dopiero innego korpusu konnego Filipp Mironow postanowił samowolnie podjąć walkę z siłami Denikina. Krok ten został uznany za bunt, a konnicy Budionnego polecono jego stłumienie. 13 sierpnia Mironow został aresztowany, a jego 500 żołnierzy rozbrojono.
Natarcie 9 armii rozwijało się powoli, wobec upartego oporu białych. Dopiero 21 sierpnia doszło do przełomu. Czerwoni zaczęli spychać jednostki Armii Dońskiej w stronę Chopioru i Donu. 12 września oddziały 9 Armii przeszły przez Chopior i posunęły się o kolejne 120–180 km, jednak dalszy marsz w dół Donu nie przyniósł powodzenia.

### Działania grupy Sieliwaczowa
15 sierpnia grupa Sieliwaczowa rozpoczęła ofensywę przeciwko części sił Armii Dońskiej i przeciw prawemu skrzydłu Armii Ochotniczej, które liczyły 20 500 bagnetów, 9200 szabel, 69 dział, 208 karabinów maszynowych. Główne uderzenie zostało skierowane na styk obydwu białych armii. Prowadziła je grupa uderzeniowa złożona z 3 i 42 dywizji strzeleckich oraz brygady kawaleryjskiej 13 Armii, a także 12, 15, 16 i 13 dywizji strzeleckich 8 Armii), z silnym zgrupowaniem w centrum, nieco wysuniętym naprzód. Pozostałe dywizje chroniły flanki. W wojskach białych silna była prawa flanka, centrum uległo rozciągnięciu.
Do 27 sierpnia wojska lewej flanki grupy Sieliwaczowa przebyły 60 km, zajmując Nowy Oskoł, Biriucz oraz Wałujki, na prawym skrzydle zaś pokonały odległość 150 km i 25 sierpnia zajęły Kupiańsk, położony 40 km na wschód od Charkowa. Do 1 września udało im się osiągnąć linię Wołczańsk-Kupiańsk-Wałujki-stacja Podgornoje (na północ od Rossosza). Grupa Sieliwaczowa nie współpracowała z grupą Szorina, posuwała się w całkowicie odmiennym kierunku, a centrum wyprzedzało flanki, co stawiało całość w niezbyt korzystnym położeniu. Ponadto na tyłach czerwonych działała grupa Mamontowa, zakłócając łączność.
Biali skupiły główne siły na flankach grupy Sieliwaczowa i 26 sierpnia przeszli do kontruderzenia. Dwie dywizja 1 korpusu armijnego Kutiepowa oraz 3 konny korpus kubański gen. Andrieja Szkury zaatakował z rejonu Biełgorodu w kierunku Koroczy i Nowego Oskołu. Uderzenie na Biriucz z rejonu Karpienek, Krasnego, Samotiejewki poprowadziły 8 dywizja płastuńska i 2 dywizja dońska. Biali starali się w ten sposób otoczyć i rozbić główne siły z grupy Sieliwaczowa. Wojska czerwonych uparcie broniły się siłami 12 i 42 dywizji strzeleckiej, po czym 15 września odeszły na linię biegnącą po rzece Siejm, na południowy zachód od Starego Oskołu, na północ od Nowego Oskołu, na północ od Biriucza, Sagun i Bannej. Dywizje 14 armii próbowały przyjść grupie Sieliwaczowa z pomocą, przeprawiając się przez Siejm, jednak ich działania nie zakończyły się sukcesem. Oddziały te musiały się wycofać. Siły Sieliwaczowa, by uniknąć okrążenia, były zmuszone wycofać się, oddając całe terytorium zajęte w toku sierpniowej ofensywy. W czasie, gdy Sieliwaczow starał się utrzymać pozycje, w radzieckim kierownictwie nieustannie trwały spory na temat dalszej strategii i taktyki. 17 września 1919 r. Sieliwaczow zmarł, oficjalnie na tyfus, choć mógł też zostać zabity z powodu poniesionych niepowodzeń. Inicjatywa przeszła ponownie na stronę białych - 20 września Armia Ochotnicza pod dowództwem Maj-Majewskiego zajęła Kursk.

## Końcowy wynik starcia
Sierpniowa kontrofensywa Frontu Południowego Armii Czerwonej nie osiągnęła założonych celów. Był to wynik szeregu czynników, w szczególności niedostatecznych sił w obydwu grupach uderzeniowych oraz konieczności skierowania części oddziałów do walki z kawalerią Mamontowa. Przeprowadzenie głównego uderzenia przez obszar doński oznaczało, że czerwoni byli zmuszeni działać na terenie, gdzie ludność była do nich nastawiona wrogo. Ponadto grupy Sieliwaczowa i Szorina prowadziły działania w rozbieżnych kierunkach i w różnym czasie, co pozwoliło białym atakować poszczególne ich części. Niemniej kontrofensywa opóźniła przejście Armii Ochotniczej do ataku na Kursk i Orzeł, odciągnęła główne siły Armii Dońskiej i Armii Kaukaskiej. Czerwonym udało się podtrzymać komunikację między Rosją centralną i wschodnimi regionami kraju, gwarantując sobie tym samym zaopatrzenie w żywność i dostęp do rezerw.